# Igreja de São Julião o Pobre
A Igreja de São Julião o Pobre (Église de Saint-Julien-le-Pauvre em língua francesa) é uma igreja católica melquita situada no território da comuna de Paris, na Rive gauche do rio Sena, perto da famosa Catedral de Notre-Dame. É a igreja matriz da paróquia melquita de Paris desde 1889.
O nome da igreja vem de São Julião o Hospitaleiro (século VI), chamado o Pobre.
Uma linda iconóstase feita em 1900 separa a abside da parte central da igreja.

## Outras imagens

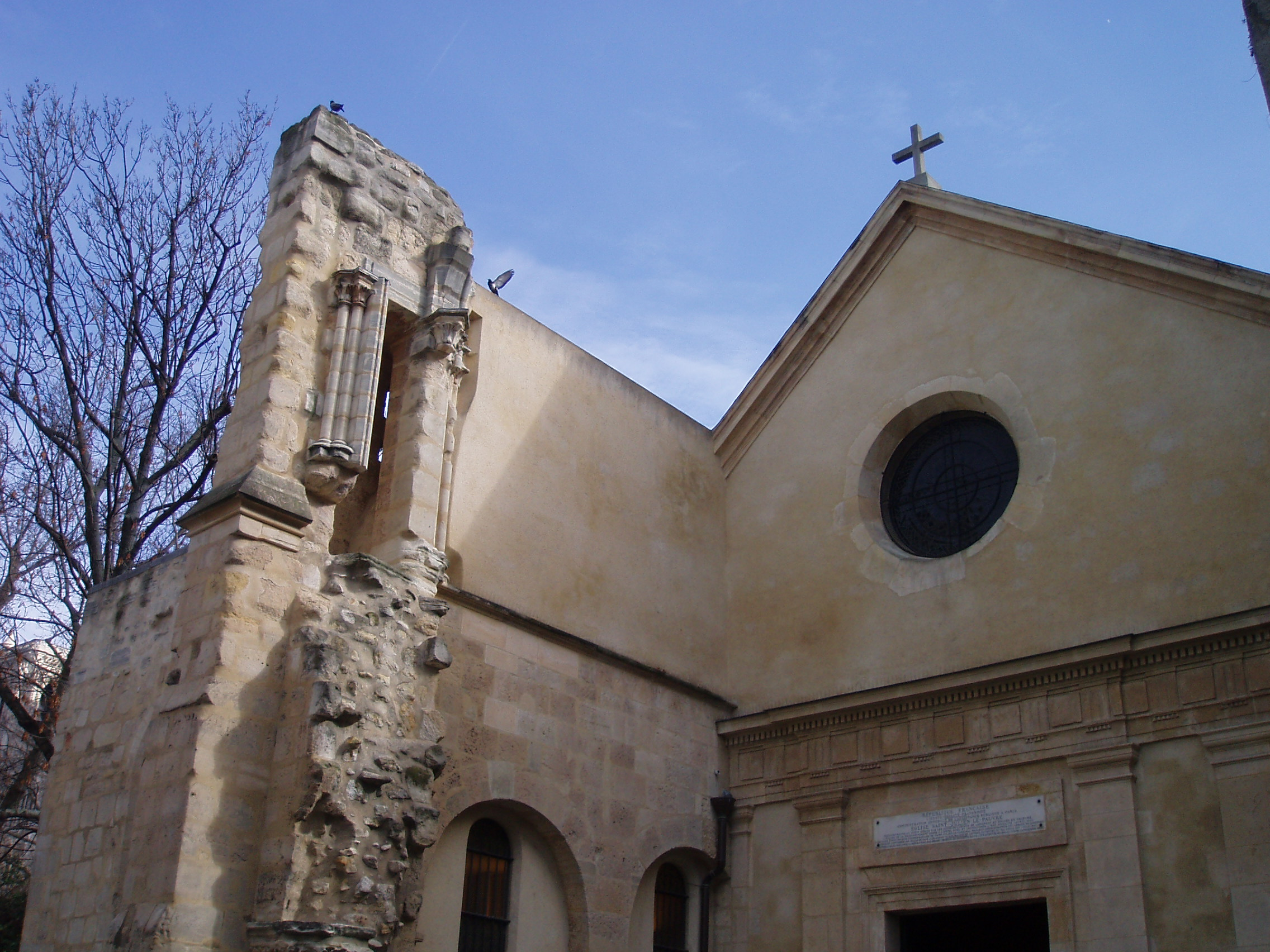
Exterior da igreja
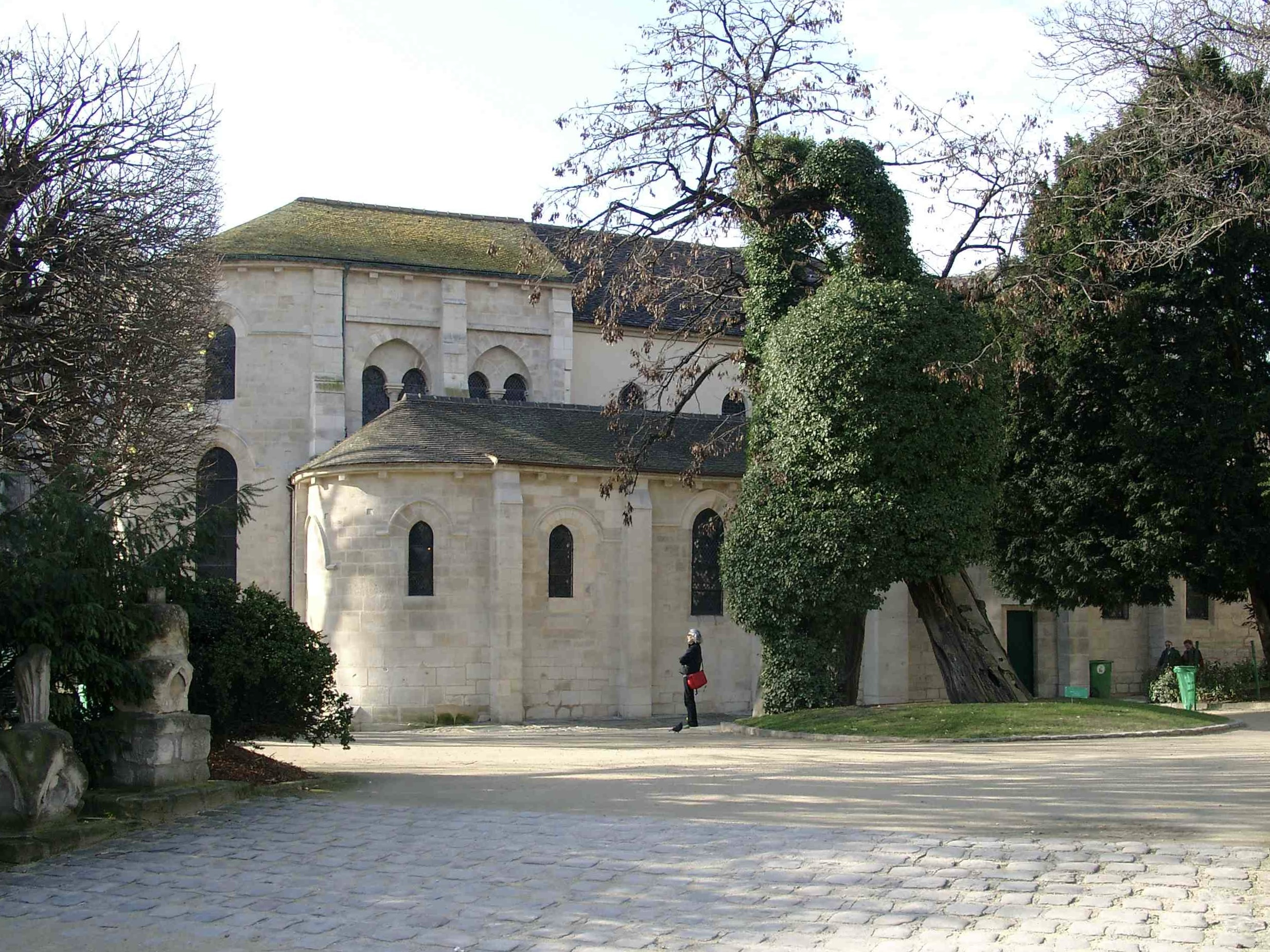
Abside
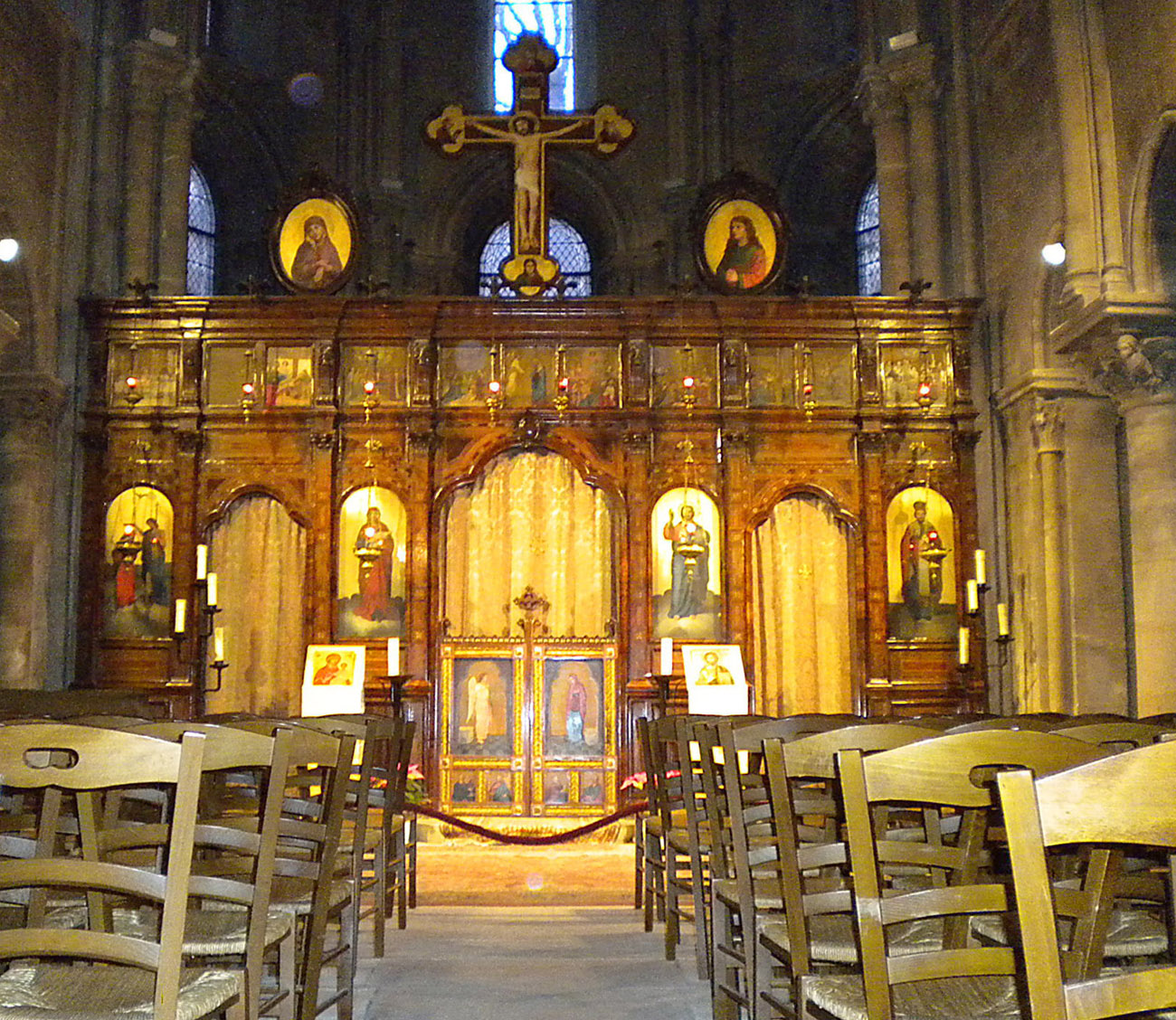
A iconóstase no interior da igreja